# هایامز بیچ، نیو ساوت ولز
هایامز بیچ (به انگلیسی: Hyams Beach) یک حومه شهر در استرالیا است که در نیو ساوت ولز واقع شده‌است.